# Materiał poemisyjny
Materiał poemisyjny – materiał, który nadawca jest zobowiązany przechować przez określony czas po dacie jego emisji.
Zgodnie z ustawą o radiofonii i telewizji z dnia 29 grudnia 1992 r. (rozdz. 3, art. 20) każdy nadawca jest zobowiązany do utrwalenia audycji, reklam lub też innych przekazów na odpowiednich nośnikach i przechowywania ich przez okres 28 dni od rozpowszechnienia tej audycji, reklamy lub też innego przekazu. Natomiast po upływie tego okresu jest on również zobowiązany do przechowania tych zapisów audycji, reklam lub innych przekazów, które są przedmiotem postępowania przed organem państwowym do czasu zakończenia tego postępowania. Ponadto materiał taki musi zostać udostępniony na wezwanie Przewodniczącego Krajowej Rady Radiofonii i Telewizji bądź też osobie, która twierdzi, że treść audycji, reklamy lub innego przekazu narusza jej prawa (jest to wykonywane na pisemny wniosek osoby i na koszt nadawcy).

## Wykorzystanie materiałów poemisyjnych
Materiały poemisyjne wykorzystywane są w celu rozpoznania spraw dotyczących emisji programów telewizyjnych w niewłaściwych dla nich porach dniach. Jedną z takich sytuacji była sprawa wytoczona Superstacji w 2017 roku dotycząca audycji „Krzywe zwierciadło”, która w ocenie KRRiT zawierała treści propagujące mowę nienawiści i agresję oraz działania sprzeczne z moralnością i dobrem społecznym. W wyniku procesu na Spółkę Superstacja Sp. z o.o. nałożono karę w wysokości 100 000 zł. Rok wcześniej KRRiT nałożyła na spółkę Telewizja Republika S.A. karę w wysokości 10 000 zł za naruszenie przepisów o wychowywaniu w trzeźwości i przeciwdziałaniu alkoholizmowi.